# أشخاص حول القذافي (كتاب)
أشخاص حول القذافي هو كتاب من تأليف عبد الرحمن شلقم، سياسي ليبي، شغل منصب مندوب ليبيا لدى الأمم المتحدة. صدر الكتاب عن دار الفرجاني للنشر والتوزيع والإعلان الليبية ودار مدارك للنشر الإماراتية في يناير 2012، بعد وقت قصير من نهاية الحرب الأهلية الليبية ومقتل معمر القذافي. يتناول الكتاب 39 شخصية شغلت مناصب مهمة في الدولة الليبية بين عاميْ 1969 و2011 بما في ذلك مؤلف الكتاب نفسه.

## نبذة عن الكتاب
يشير شلقم في بداية الكتاب إلى أن الروائي أحمد إبراهيم الفقيه «هو الذي اقترح علي أن أخصص كتابًا للأشخاص الذين كانوا حول القذافي، فقد كانت فكرتي الأولى أن أدمجهم في مذكراتي الكاملة». ويقدم شلقم في الكتاب «الكثير من المعلومات والخفايا الخاصة بالشخصيات القريبة من العقيد الراحل معمر القذافي مراعيا من خلال سرده وحديثه عنها مدى علاقته وقربه وصداقته لها، فمنهم من يقدمه بصورة سيئة جدا، ومنهم من يحاول أن يبحث له في تاريخه الطويل في خدمة العقيد عن بقعة ضوء».

## فقرات من الكتاب
- «في مطلع القرن، كبر الأولاد، وبدأ أكبرهم سيف الإسلام يقترب من دوائر الإدارة، وبدأت صورته على شاشة الواقع الليبي تكبر مع كبر سنه، شقيقه - محمد - من زوجة والده الأولى فتحية، لم ينافسه على شاشة الواقع، بل إن الكثرة من الليبيين لم تسمع بأسمه إلا في ما بعد. تنقل سيف الإسلام مبكراً بين العواصم الأوروبية، ودخل مختلف أروقتها متسللاً، ثم مقتحماً، ليلاً نهاراً، وكلما دار عدد السنوات الأولى لهذا القرن زادت خطوات سيف نحو دائرة القرار في ليبيا، وطالت جلساته مع والده، الذي رأى في جلوس بشار الأسد على كرسي أبيه، بشارة له ولولده الأثير سيف، وبدأت تكبر في رأس القائد، فكرة التوريث. منذ عام 2000، سيطرت سياسة العودة إلى المجتمع الدولي على كواليس الدولة، وجاء أحداث 11 سبتمبر لتهز الدنيا، ولم تستثن بالطبع ليبيا - هناك تسارعت خطوات سيف نحو دنيا السياسة الليبية والدولية».[3] (ص 49)
- «وكان للدكتور شكري غانم نصيبه من الخلاف مع عبد الله السنوسي، فقد ارتبط عبد الله بعلاقة قوية مع أمير قطر حمد بن خليفة، ورئيس وزرائه حمد بن جاسم. وعندما كان شكري يترأس مؤسسة النفط الليبية، قدم الجانب القطري مشروعاً للتعاون مع ليبيا في مجال النفط والغاز، رأى شكري أن العرض في صالح الجانب القطري، ورفض الموافقة عليه. عمل عبد الله المستحيل من أجل تمرير الاتفاق، وأدخل سيف الإسلام من أجل إقناع شكري بقبول العرض، لم تنجح كل المحاولات والتدخلات. هدد عبد الله شكري بالتصفية الجسدية إذا لم ينفذ الاتفاق وأعتقد بأن البغدادي المحمودي رئيس الوزراء الذي لم يكن على وفاق مع شكري قد ساهم في تأليب عبد الله عليه، قال شكري لعبد الله السنوسي: هل أنا أتدخل في عملك في الاستخبارات العسكرية؟ بالطبع أنا لا أفعل ذلك، وعليك أن لا تتدخل في عملي بمؤسسة النفط. رد عليه عبد الله بالقول: لدينا برنامج شامل للعلاقة مع قطر، لنا مصالح إستراتيجية، وقريباً ستقوم علاقة مصاهرة عالية المستوى مع قطر».[4] (ص 507).
- «أكملت تحرير هذا الكتاب يوم 4 كانون الأول/ديسمبر 2011، معمر القذافي قتل، ودُفن في قبر مجهول، ابنه سيف معتقل بالزنتان، المعتصم قتل ودفن مع أبيه، الساعدي فار في النيجر ومثله، هنيبال ومحمد ووالدتيهما وأولادهما وأختهما عائشة، أسدل الستار، وغابت شمس حقبة القذافي وآله».[5] (ص557)

## قيل عن الكتاب
- ناجي بركات (مسؤول ملف الصحة بالمجلس الوطني الانتقالي المؤقت السابق): «الكتاب به معلومات ولكن غير دقيقة وغير مقنعة في بعض الأحيان لأنها ناقصة وغير مفصلة وخاصة عندما يتحدث عن عبد الله السنوسي أو البغدادي المحمودي أو خليفة حنيش أو الزوي أو فوزية شلابي. كل المعلومات سطحية وليست مستوفات ويمكن للكاتب أن يكون أكثر دقة لو أخذ أربع شخصيات وكتبها باستسخاء مثل عبد الله السنوسي وموسى كوسه وخليفة حنيش والبغدادي المحمودي. كان هذا سيكون به مصداقية وتكون القصص مثيرة وتكون الرغبة في قراءته أكبر وسينال شعبية كبيرة».[6] (عين ليبيا)

- وفاء البوعيسي (روائية ومحامية ليبية): "من يصنع الدكتاتور؟ سؤال طرحه الإنسان على نفسه منذ قرون، ظهر بالولايات المتحدة، بأوروبا، بأميركا اللاتينية، بآسيا، ظهر في كتابات ماركيز، وألبير كامو، وإيريش كستنر، ووليم شكسبير، وماريو بورجاس يوسا، وروباستوس، وميجال أنجل أستورياس، وظهر متخفيا في كتابات نجيب محفوظ، وبنسالم حميش، وعبد الرحمن منيف، ومؤخرا بالعراق، ظهر مؤلف علمي متخصص بعنوان: من يصنع الدكتاتور – صدام حسين نموجا – للكاتب والباحث سلام عبود، في حين تأخر الليبيون كثيرا، حتى يطرحوه على أنفسهم، ويواجهوا به واقعهم، ولعل كتاب أشخاص حول القذافي، لعبد الرحمن شلقم، قد جاء ليضع هذا السؤال أمامنا اليوم، وليحدثنا عن الظروف التي تنتج الدكتاتور أو تضخمه حين يكون موجودا".[7] (ليبيا المستقبل)

## فهرس الكتاب
- المقدمة
- مفتاح كعيبة
- محمد بلقاسم الزوي
- البغدادي علي المحمودي
- المهندس جاد الله عزوز الطلحي
- المهندس عبد المجيد القعود
- فوزية شلابي
- أحمد إبراهيم منصور القذافي
- عمر الحامدي
- محمد أحمد الشريف
- رافع المدني
- الدكتور مصطفى الزايدي
- نصر المبروك
- عبد العاطي العبيدي
- الزناتي محمد الزناتي القذافي
- إبراهيم عبد الرحمن بجاد
- الطيب الصافي
- سعيد محمد راشد خيشة
- رمضان بشير
- أحمد محمد قذاف الدم
- محمد المدني الأزهري الحسناوي
- هدى فتحي بن عامر
- خليفة إحنيش القذافي
- عبد القادر البغدادي
- سيد محمد قذاف الدم
- محمود الهتكي
- إبراهيم الغويل
- سعيد عريبي حفيانة
- إبراهيم أبو خزام الحسناوي
- علي الكيلاني القذافي
- سليمان ساسي الشحومي
- حسونة الشاوش
- أبو زيد عمر دورده
- عمار الطيف
- المهدي إمبيرش
- عبد الله السنوسي
- الدكتور رجب أبو دبوس
- محمد سعيد القشاط
- التهامي خالد الورفلي
- عبد الرحمن شلقم
- النهاية

## وصلات خارجية
- رابط كتاب «أشخاص حول القذافي» على موقع جود ريدز